# Mazcuerras
Mazcuerras é um município da Espanha na comarca de Saja-Nansa, província e comunidade autónoma da Cantábria. Tem 55,7 km² de área e em 2021 tinha 2 080 habitantes (densidade: 37,3 hab./km²).

## Demografia
| Variação demográfica do município entre 1991 e 2004 [carece de fontes?] | Variação demográfica do município entre 1991 e 2004 [carece de fontes?] | Variação demográfica do município entre 1991 e 2004 [carece de fontes?] | Variação demográfica do município entre 1991 e 2004 [carece de fontes?] |
| ----------------------------------------------------------------------- | ----------------------------------------------------------------------- | ----------------------------------------------------------------------- | ----------------------------------------------------------------------- |
| 1991                                                                    | 1996                                                                    | 2001                                                                    | 2004                                                                    |
| 1826                                                                    | 1901                                                                    | 1846                                                                    | 1946                                                                    |